# Flotta del Baltico
La Flotta del Baltico (in russo Балтийский флот?, Baltijskij flot) è quella parte della flotta della Marina Russa che opera nel Mar Baltico. Fin dai tempi dell'Unione Sovietica, questa flotta ha avuto fondamentalmente compiti di attacco anfibio, a causa delle forti limitazioni operative causate dalla sua posizione geografica nei confronti degli altri paesi NATO.
Il quartier generale è a Kaliningrad, la base principale a Baltijsk e un'altra base a Kronštadt nel Golfo di Finlandia.
La Flotta del Baltico è la più antica formazione navale russa essendo stata creata nel 1703 durante la Grande Guerra del Nord per volere dello zar Pietro il Grande. La flotta fu ereditata dall'Unione Sovietica nel 1922, come parte della Marina sovietica. Dopo il crollo dell'Unione Sovietica nel 1991, la Flotta del Baltico fu ereditata dalla Federazione Russa.

## Storia

### Era Imperiale
La flotta imperiale russa del Baltico fu creata durante la Grande Guerra del Nord su iniziativa dello zar Pietro il Grande, che ordinò nel 1702 e nel 1703 che fossero costruite nei cantieri sul fiume Sjas', nell'odierna località di Lodeynoye Pole, le prime navi per la Flotta del Baltico. Il primo comandante fu l'ammiraglio olandese Cornelius Cruys, cui succedette nel 1723 il conte Apraksin. Nel 1703, la base principale della flotta fu stabilita a Kronshtadt. Una delle prime azioni della flotta fu la presa di Šlissel'burg.
Nel 1701 Pietro il Grande fondò un'accademia speciale, l'Accademia di Matematica e Navigazione (in russo Школа математических и навигацких наук?, Škola matematičeskich i navigačnich nauk), la cui sede era la Torre Sujarev a Mosca. Quando il territorio a ovest attorno al Golfo di Finlandia fu acquisito dalla Russia e la città di San Pietroburgo fu costruita, la scuola fu ricollocata nella città e nel 1752 rinominata Corpo dei Cadetti Navali.
Nel 1724, la flotta vantava 141 navi da guerra a vela e centinaia di galee.
Durante la Grande Guerra del Nord, la flotta del Baltico aiutò a conquistare Vyborg, Tallinn, Riga, l'arcipelago di Moonsund, Helsinki e Turku. Le prime vittorie rivendicate dalla nuova Marina imperiale russa furono a Gangut nel 1714 e, presumibilmente, a Grengam nel 1720.
Durante le fasi conclusive della guerra, la flotta russa effettuò sbarchi lungo la costa svedese per devastare gli insediamenti costieri. Tuttavia, dopo la morte di re Carlo XII, la Royal Navy intervenne per proteggere gli interessi svedesi dopo un riavvicinamento tra il Regno di Svezia e re Giorgio I. Un tentativo russo di raggiungere la capitale svedese Stoccolma fu fermato nella battaglia di Stäket nel 1719. Le perdite subite dalla Marina russa a Grengam nel 1720, così come l'arrivo di uno squadrone della Royal Navy sotto l'ammiraglio John Norris, impedirono anche ulteriori operazioni di maggiore portata prima della fine della guerra nel 1721.
Durante la Guerra dei sette anni, la flotta del Baltico fu attiva sulla costa della Pomerania, nella Germania settentrionale e in Prussia, aiutando la fanteria a prendere Memel nel 1757 e Kolberg nel 1761. Inoltre la flotta bloccò lo stretto di Oresund  per impedire alla Marina britannica di entrare nel Mar Baltico. Durante la guerra russo-svedese del 1788-1790 la flotta, comandata da Samuel Greig e Vasily Chichagov, fermò gli svedesi a Gogland nel 1788, Reval e nella baia di Vyborg nel 1790. Un massiccio attacco russo alla flottiglia di galee svedesi il 9 luglio 1790 nella seconda battaglia di Svensksund si rivelò un disastro per la Marina russa che perse circa 9.500 uomini su 14.000 e circa un terzo della loro flottiglia. La sconfitta russa in questa battaglia pose effettivamente fine alla guerra.
Durante la serie di guerre russo-turche la flotta salpò per il Mar Mediterraneo durante la Prima e la Seconda Spedizione nell'Arcipelago e distrusse la Marina Imperiale Ottomana nelle battaglie navali di Cesme nel 1770, dei Dardanelli nel 1807, di Athos nel 1807 e di Navarino nel 1827. Più o meno nello stesso periodo, l'ammiraglio russo Ivan Krusenstern circumnavigò il globo, mentre un altro ufficiale della Flotta del Baltico, Fabian Gottlieb von Bellingshausen, scoprì il continente ghiacciato meridionale, l'Antartide.
Nella guerra di Crimea, la flotta, sebbene ostacolata nelle sue operazioni dalla mancanza di piroscafi, impedì a britannici e francesi di occupare Hangö, Sveaborg e San Pietroburgo. Nonostante fosse notevolmente in inferiorità numerica rispetto agli alleati tecnologicamente superiori, fu la flotta russa a introdurre nella guerra navale novità come le mine siluro, inventate da Boris Yakobi. Altri inventori eccezionali che prestarono servizio nella flotta baltica furono Alexander Stepanovich Popov, il primo a dimostrare l'applicazione pratica delle onde elettromagnetiche, Stepan Makarov, il primo a lanciare siluri da una barca, Aleksej Nikolaevič Krylov, autore della moderna teoria dell'allagamento delle navi e Alexander Mozhaiski, co-inventore degli aerei.
Nel 1861, le prime navi corazzate furono costruite per la flotta del Baltico. Nel 1863, durante la guerra civile americana, la maggior parte delle navi oceaniche della flotta, tra cui l'ammiraglia Alexander Nevsky, furono inviate a New York. Nello stesso periodo furono varati dieci monitori di classe Uragan basati sui monitori di classe Passaic di progettazione americana.
Era intenzione dello zar e del suo governo dare supporto all'esercito dell'Unione durante la guerra civile, osservando e scambiando tattiche navali e cooperazione. Nel 1869, la flotta commissionò la prima torretta su una corazzata al mondo: la Petr Veliky. Inoltre, nella seconda metà del XIX e all'inizio del XX secolo, fu creata una forte rete di batterie di artiglieria costiera per coprire gli accessi a San Pietroburgo, Riga e altre basi importanti.

#### Guerra Russo-Giapponese
Nel 1900, decenni di modernizzazione della flotta del Baltico e del Pacifico resero la Russia il quarto paese più forte al mondo in termini di forze navali dopo Regno Unito, Francia e Impero Tedesco, davanti a Stati Uniti e Giappone. La flotta baltica, riorganizzata nel Secondo squadrone del Pacifico e nel Terzo squadrone del Pacifico, prese parte in modo importante alla guerra russo-giapponese. Dopo la sconfitta delle precedenti navi della flottiglia siberiana, nel settembre 1904, il Secondo squadrone sotto il comando dell'ammiraglio Zinovij Rožestvenskij fu inviato verso il Sudafrica.
La compagnia tedesca Hamburg-Amerika Line fornì 60 carboniere per rifornire la flotta del Baltico durante il suo viaggio. Durante il passaggio attraverso il Mare del Nord, la flotta scambiò una flotta di pescherecci britannici per torpediniere giapponesi e aprì il fuoco, uccidendo tre marinai in quello che è noto come incidente di Dogger Bank. Lo squadrone si fermò per rifornirsi nei porti coloniali di Tangeri in Marocco, Dakar in Senegal, Gabon, Baía dos Tigres, Lüderitz Bay e Nossi Be in Madagascar. Quindi si formò un'unica flotta sotto il comando di Rozhestvensky con la Terzo squadrone arrivato dal canale di Suez. La flotta attraversò l'Oceano Indiano fino alla baia di Cam Ranh nell'Indocina francese e poi viaggiò verso nord fino al suo incontro fatale con la flotta giapponese nella Battaglia di Tsushima al largo della costa orientale della Corea nel maggio 1905, ponendo fine alla guerra russo-giapponese.
La decisione di inviare la flotta nel Pacifico fu presa dopo che la Russia aveva subito una serie di sconfitte nel Mar Cinese Orientale e nel Mar del Giappone al largo delle coste della Cina e della Corea, vicino alla sua base navale e colonia dell'Estremo Oriente, per mano della Marina e dell'Esercito Imperiali Giapponesi in Manciuria. L'esito unilaterale della battaglia navale di Tsushima spezzò la forza russa nell'Asia orientale e preparò il terreno per la rivolta nella fallita Rivoluzione Russa del 1905. Ciò spinse ad un declino che avrebbe visto, alla fine, la monarchia della dinastia Romanov abbattuta con la Prima Guerra Mondiale, nelle Rivoluzione Russa del 1917.

#### Prima Guerra Mondiale
In seguito alle catastrofiche perdite durante la guerra russo-giapponese, la Russia intraprese un nuovo programma di costruzione navale che avrebbe dovuto incorporare nella flotta un certo numero di corazzate di tipo dreadnought più moderne, insieme ad altre imbarcazioni e pratiche adottate dalle marine occidentali. Verso la fine del 1914, quattro dreadnought della classe Gangut entrarono in servizio nella flotta: Gangut; Poltava; Petropavlovsk; e Sevastopol. Quattro incrociatori da battaglia più potenti della classe Borodino erano in costruzione, ma non furono mai completati. Nel complesso le unità pesanti della flotta rimasero in porto durante la guerra, poiché la superiorità della Marina imperiale tedesca era schiacciante ed era difficile comunicare con le forze della Royal Navy della Gran Bretagna, anche se erano riusciti a bloccare i tedeschi dopo la battaglia dello Jutland nel 1916.
La flotta baltica comprendeva una divisione sottomarina che aveva circa 30 sottomarini di diverse classi e varie navi ausiliarie, le più grandi delle quali erano le navi Europa, Tosno, Khabarovsk, Oland e Svjatitel Nikolai. Durante la guerra la flotta fu aiutata da un distaccamento di sottomarini della Royal Navy britannica. Questi sottomarini furono poi affondati dai loro equipaggi vicino al faro di Harmaja vicino a Helsinki, il 4 aprile 1918.

### Era Sovietica
Durante la Rivoluzione d'Ottobre i marinai della Flotta del Baltico erano tra i più ardenti sostenitori dei bolscevichi e costituivano un'élite tra le forze militari rosse. La flotta fu costretta a evacuare diverse delle sue basi dopo il ritiro della Russia dalla Prima Guerra Mondiale, secondo i termini del Trattato di Brest-Litovsk. La "Crociera sui ghiacci" della Flotta del Baltico del 1918, guidata da Alexey Schastny, poi giustiziato su ordine di Trotsky, vide l'evacuazione della maggior parte delle navi della flotta a Kronstadt e Pietrogrado.
Alcune navi della flotta presero parte alla guerra civile russa, in particolare scontrandosi con la marina britannica che operava nel Baltico come parte delle forze di intervento. Nel corso degli anni, tuttavia, i rapporti dei marinai della flotta baltica con il regime bolscevico si inasprirono e alla fine si ribellarono al governo sovietico nella rivolta di Kronstadt nel 1921, ma la rivolta venne repressa ed i marinai ribelli giustiziati.
La flotta fu ulteriormente sviluppata durante gli anni sovietici, inizialmente basandosi su navi da guerra pre-rivoluzionarie, ma aggiungendo unità moderne costruite nei cantieri sovietici dagli anni '30 in poi. Le navi e i sottomarini commissionati alla flotta includevano il sottomarino sovietico M-256, un sottomarino diesel d'attacco a corto raggio denomintato Progetto 615 della Marina sovietica. La flotta acquisì anche un gran numero di aeri per formare una forte forza di aviazione navale.
Nel settembre 1939, la flotta minacciò gli stati baltici come parte di una serie di azioni militari organizzate per incoraggiare i paesi baltici ad accettare le offerte sovietiche di "mutua assistenza". Successivamente, nel giugno 1940, la flotta bloccò i paesi baltici a sostegno dell'invasione sovietica.

#### Guerra d'Inverno
Il 30 novembre 1939 la Finlandia, che si era rifiutata di firmare un "patto di mutua assistenza", fu attaccata dall'URSS. La flotta svolse un ruolo limitato nella Guerra d'inverno con la Finlandia, principalmente attraverso bombardamenti di artiglieria delle fortificazioni costiere finlandesi. Tuttavia, molti aerei della flotta furono coinvolti nelle operazioni contro la Finlandia. Le sue operazioni si conclusero con il congelamento del Golfo di Finlandia durante l'inverno eccezionalmente freddo di quell'anno.

#### Seconda Guerra Mondiale
All'inizio dell'invasione tedesca, la flotta baltica aveva 2 corazzate, entrambe risalenti alla prima guerra mondiale, 2 incrociatori, 2 conduttori di flottiglia, 19 cacciatorpediniere, 48 motosiluranti, 65 sottomarini e 656 aerei. Durante la guerra, la flotta, comandata dal viceammiraglio Vladimir Tribuc, difese la penisola di Hanko, Tallinn, diverse isole nella RSS Estone e partecipò allo sfondamento dell'assedio di Leningrado. 137 marinai della flotta baltica ricevettero il titolo di Eroe dell'Unione Sovietica.
Per la maggior parte della guerra la flotta fu intrappolata dai campi minati tedeschi e finlandesi a Leningrado e nella vicina Kronstadt, le uniche basi rimaste in mano sovietica sulla costa baltica. Un altro fattore chiave che impedì alla flotta di operare fu che i finlandesi avevano riconquistato le isole esterne del Golfo di Finlandia, tra cui Suursaari la più importante. Molti marinai della flotta combatterono sulla terraferma come fanteria durante l'assedio. Solo i sottomarini potevano rischiare il passaggio in mare aperto per colpire le navi tedesche. Ebbero particolare successo verso la fine della guerra, affondando navi come la Wilhelm Gustloff, la Steuben e la Goya, causando grandi perdite di vite umane.

#### Guerra fredda
Durante l'immediato dopoguerra l'importanza della Flotta Baltica aumentò nonostante il Baltico fosse un mare poco profondo con le uscite che diventavano facilmente punti di strozzatura per i paesi Nato. Da un'unica flotta si passò a due Flotte, la 4a e l'8a il 15 febbraio 1946. Tuttavia, durante il periodo post-stalinista e le riforme generali e il ridimensionamento delle Forze Armate sovietiche le due flotte del Baltico furono nuovamente ridotte, con molte navi, alcune costruite prima della Rivoluzione, che furono demolite e la flotta fu nuovamente riunita il 24 dicembre 1955.
Lungi dall'essere ridotte in importanza, le operazioni della Flotta Baltica durante il periodo iniziale della guerra fredda le fecero guadagnare un grande prestigio e visibilità, con l'assegnazione del secondo dell'Ordine della Bandiera Rossa il 7 maggio 1965. Sebbene l'Unione Sovietica avesse investito risorse nella costruzione della Flotta del Nord e della Flotta del Pacifico, entrambe con facile accesso all'oceano aperto, la Flotta del baltico assunse la posizione molto importante di supporto del fianco settentrionale del teatro europeo in caso di scontro con la NATO.
Questo ruolo era sottovalutato dal punto di vista delle marine in acque blu, ma era visto come molto prezioso dal punto di vista strategico della pianificazione dello Stato maggiore sovietico. La flotta rimase una forza potente, che in caso di guerra sarebbe stata incaricata di condurre assalti anfibi contro le coste della Danimarca e della Germania Ovest, in collaborazione con le forze navali alleate polacche e della Germania Est.
Un incidente degno di nota che coinvolse la flotta avvenne nel 1975, quando scoppiò un ammutinamento sulla fregata Storozhevoy. Ci furono anche numerose accuse da parte della Svezia di sottomarini della flotta baltica che penetravano illegalmente nelle sue acque territoriali. Nell'ottobre 1981, il sottomarino sovietico di classe Whiskey U137 si arenò nelle acque territoriali svedesi, vicino all'importante base navale di Karlskrona, causando un grave incidente diplomatico. Le navi militari svedesi trascinarono il sottomarino in acque più profonde e gli permisero di tornare alla flotta sovietica all'inizio di novembre.

### Era Moderna
La caduta dell'Unione Sovietica privò la flotta di basi chiave in Estonia, Lettonia e Lituania, lasciando l'Oblast di Kaliningrad come unico sbocco navale libero dai ghiacci della flotta verso il Mar Baltico. Tuttavia, l'Oblast di Kaliningrad situato tra Polonia e Lituania è isolato dal resto del territorio nazionale della Federazione Russa.
Nell'immediato periodo post-sovietico, le capacità della Flotta del Baltico furono notevolmente ridotte. Dal 1992 al 1995, le navi della Flotta del Baltico diminuirono da 350 all'inizio del decennio a 109 navi disponibili. Allo stesso tempo, con lo scioglimento del Patto di Varsavia, la Marina della Germania Est, precedentemente alleata, fu assorbita dalla Germania Ovest.
Anche le forze terrestri russe nella regione furono drasticamente ridotte. Nel 1989 la 3ª Divisione di fucilieri motorizzati delle Guardie a Klaipėda fu trasferita alla flotta come divisione di difesa costiera. Fu sciolta il 1° settembre 1993. Verso la fine degli anni '90 la 336ª brigata fanteria di marina delle Guardie e il resto dell'11ª Armata del Distretto militare baltico furono subordinati a un unico comando denominato Forze di terra e costiere della Flotta baltica sotto un vice comandante della flotta.
I resti dell'11ª Armata includevano il 7º Reggimento di fucilieri motorizzati delle Guardie i resti della 18ª Divisione Motorizzata delle Guardie, più diverse Basi per lo stoccaggio di armi ed equipaggiamento, contenenti abbastanza veicoli e armamenti per una divisione ma con solo poche centinaia di uomini assegnati alla manutenzione dell'equipaggiamento e alla sorveglianza delle basi. Nel 2007, secondo l'IISS, le unità di aviazione della flotta erano equipaggiate con un totale di 23 Su-27, 26 Su-24, 14 An-12 An-24 An-26, 2 An-12 Cub, 11 Mi-24, 19 Ka-28 Helix, 8 elicotteri d'assalto Ka-29 Helix e 17 elicotteri da trasporto Mi-8. A partire dal 2020, la 18ª Divisione fucilieri motorizzata delle guardie è stata ricostituita, in servizio all'interno del 11º Corpo d'armata, con sede a Kaliningrad.
Nel 2008 la flotta baltica comprendeva circa 75 navi da combattimento di vario tipo. La base principale si trova a Baltijsk e una seconda base operativa è a Kronstadt. La base navale di Leningrado è un'entità amministrativa che non è una posizione geografica distinta ma comprende tutte le istituzioni e le strutture navali nell'area di San Pietroburgo.
Durante gli anni 2010 è stata posta una rinnovata enfasi sulla modernizzazione delle capacità navali russe. Nel Baltico, questo processo è proceduto lentamente, sebbene vi sia stata particolare enfasi sull'acquisizione di nuove unità leggere. Nuove corvette delle classi Steregushchiy, Buyan-M e Karakurt sono state aggiunte gradualmente alla flotta con ulteriori navi della Karakurt, e potenzialmente della classe Steregushchiy, previste per gli anni 2020, sebbene non necessariamente a un ritmo che sarà sufficiente a sostituire le vecchie corvette dell'era sovietica e le imbarcazioni missilistiche. Tuttavia, utilizzando le vie navigabili interne della Russia, ulteriori unità leggere armate di missili da crociera, tratte dalle altre flotte occidentali della Russia o dalla Flottiglia del Caspio, hanno la capacità di rafforzare la flotta baltica se necessario. Un ulteriore aspetto della modernizzazione si è concentrato sull'accumulo di capacità di difesa anti-nave e aerea russe basate sulla costa nella regione di Kaliningrad.
Contrariamente alle altre tre flotte russe, le capacità sottomarine della flotta baltica sono estremamente modeste, con solo una vecchia imbarcazione di classe Kilo schierata nel 2020, in gran parte per scopi di addestramento. Tuttavia, un rafforzamento di queste capacità negli anni '20 è stato preso in considerazione con varie opzioni tra cui sia i sottomarini migliorati Kilo e o i nuovi sottomarini di classe Lada.
Anche i livelli di addestramento e prontezza sono stati sottolineati come di fondamentale importanza. Nel giugno 2016, il comandante della flotta, il viceammiraglio Viktor Kravčuk, e il suo capo di stato maggiore, il viceammiraglio Sergej Popov, sono stati licenziati per "gravi carenze nell'addestramento e distorsione della situazione reale". Il comandante dell'Accademia navale N. G. Kuznecov, il viceammiraglio Aleksandr Nosatov, è stato nominato comandante ad interim della flotta, una posizione in cui è stato confermato il 17 settembre.
Nel Giorno della Marina il 31 luglio 2022, il presidente Putin avrebbe indicato che la flotta del Baltico avrebbe dovuto essere considerata prioritaria per la modernizzazione nei prossimi anni. L'imminente ingresso di Svezia e Finlandia nella NATO, in risposta all'invasione russa dell'Ucraina, rafforzerebbe significativamente le forze navali NATO nel Baltico, in particolare tenendo conto della forza della flotta sottomarina della Marina svedese. I commentatori russi hanno suggerito che una modernizzazione e un'espansione delle forze sottomarine russe nel Baltico sarebbero quindi probabilmente una priorità nei prossimi anni.

### La Flotta oggi
Attualmente la flotta del Baltico consiste in:
- 2 sottomarini classe Kilo, ("Dmitrov", "Vyborg");
- 2 cacciatorpediniere classe Sovremenny, ("Bespokojnyj", "Nastojčivyj (ex-Moskovskij Komsomolec)");
- 3 fregate classe Krivak;
- 2 fregate classe Neustrašimyj, ("Neustrašimyj (712)", "Jaroslav Mudryj (777)");
- circa 26 pattugliatori costieri;
- 13 tra dragamine e posamine;
- 5 navi da assalto anfibio;
- circa 130 navi da supporto logistico.

## Struttura

### Forze di terra
- 11º Corpo d'armata
  -  18ª Divisione fucilieri motorizzata delle guardie "Insterburg"
  -  244ª Brigata artiglieria "Neman"
  -  152ª Brigata missilistica delle guardie "Brest-Varsavia"
  -  7º Reggimento fucilieri motorizzato delle guardie "Proletariato di Mosca-Minsk"
  - 22º Reggimento missilistico contraereo delle guardie
- 336ª Brigata fanteria di marina delle guardie "Białystok"
- 25ª Brigata missilistica costiera
- 69º Reggimento genio navale delle guardie "Mogilëv"

## Comandanti
| Nome                        | Periodo di Comando                 |
| --------------------------- | ---------------------------------- |
| Nikolaj von Essen           | 3 Dicembre 1905 - 7 Maggio 1915    |
| Vasilij Kanin               | 14 Maggio 1915 - 16 Settembre 1916 |
| Adrian Nepenin              | 16 Settembre 1916 - 4 Marzo 1917   |
| Andrej Maksimov             | 4 Marzo 1917 - 1 Giugno 1917       |
| Dmitrij Verderevskij        | 1 Giugno 1917 - 5 Luglio 1917      |
| Aleksandr Razvozov          | 7 Luglio 1917 - 5 Dicembre 1917    |
| Aleksandr Ružek             | 7 Dicembre 1917 - 13 Marzo 1918    |
| Aleksandr Razvozov          | 13 Marzo 1918 - 20 Marzo 1918      |
| Aleksej Ščastnyj            | 22 marzo 1918 - 26 Maggio 1918     |
| Sergej Zarubaev             | 27 maggio 1918 - 18 Gennaio 1919   |
| Aleksandr Zelenoj           | 18 gennaio 1919 - 2 Luglio 1920    |
| Fedor Raskolnikov           | 2 Luglio 1920 - 27 Gennaio 1921    |
| Vladimir Kukel (ad Interim) | 27 Gennaio 1921 - 3 Marzo 1921     |
| Ivan Kožanov                | 3 Marzo 1921 - 4 Maggio 1921       |
| Michail Viktorov            | 4 Maggio 1921 - 6 Maggio 1924      |
| Aleksandr Vekman            | 6 Maggio 1924 - Aprile 1926        |
| Michail Viktorov            | Aprile 1926 - Marzo 1932           |
| Lev Galler                  | 22 Agosto 1932 - 25 Gennaio 1937   |
| Aleksandr Sivkov            | 25 Gennaio 1937 - 15 Agosto 1937   |
| Ivan Isakov                 | 15 Agosto 1937 - 9 Gennaio 1938    |
| Gordej Levčenko             | 10 Gennaio 1938 - 27 Aprile 1939   |
| Vladimir Tribuc             | 28 Aprile 1939 - 15 Febbraio 1936  |

Nel 1946 la flotta del Baltico fu divisa in due comandi, la 4ª e l'8ª flotta
| 4ª Flotta        | 4ª Flotta                     | 8ª Flotta          | 8ª Flotta                      |
| ---------------- | ----------------------------- | ------------------ | ------------------------------ |
| Gordej Levčenko  | 15 Febbraio 1946 - Marzo 1947 | Vladimir Tribuc    | 15 febbraio 1946 - maggio 1947 |
| Vladimir Andreev | Marzo 1947 - Agosto 1952      | Fëdor Zozulja      | maggio 1947 - gennaio 1950     |
| Arsenij Golovko  | Agosto 1952 - Dicembre 1955   | Nikolaj Charlamov  | febbraio 1950 - dicembre 1954  |
| -                | -                             | Vladimir Kasatonov | Dicembre 1954 - Dicembre 1955  |

Nel 1956 le due flotte furono riunite 
| Nome               | Periodo di Comando                  |
| ------------------ | ----------------------------------- |
| Arsenij Golovko    | 27 Gennaio 1956 - 24 Novembre 1956  |
| Nikolaj Charlamov  | 24 Novembre 1956 - 29 Maggio 1959   |
| Aleksandr Orël     | 29 Maggio 1959 - 27 Gennaio 1967    |
| Vladimir Michajlin | 27 Gennaio 1967 - 1 Settembre 1975  |
| Anatolij Kosov     | 1 Settembre 1975 - 2 Giugno 1978    |
| Vladimir Sidorov   | 2 Giugno 1978 - 12 Febbraio 1981    |
| Ivan Kapitanec     | 12 Febbraio 1981 - 25 Febbraio 1985 |
| Konstantin Makarov | 25 Febbraio 1985 - 30 Dicembre 1985 |
| Vitalij Ivanov     | 30 Dicembre 1985 - 13 Dicembre 1991 |
| Vladimir Egorov    | 13 Dicembre 1991 - 2000             |
| Vladimir Valuev    | 11 Aprile 2001 - 6 Maggio 2006      |
| Konstantin Sidenko | 6 Maggio 2006 - 6 Dicembre 2007     |
| Viktor Mardusin    | 6 Dicembre 2007 - 8 Settembre 2009  |
| Viktor Čirkov      | 8 Settembre 2009 - 6 Maggio 2012    |
| Viktor Kravčuk     | Maggio 2012 - 29 Giugno 2016        |
| Aleksandr Nosatov  | 17 Settembre 2016 - 5 Ottobre 2021  |
| Viktor Liina       | 5 Ottobre 2021 - 22 Aprile 2023     |
| Vladimir Vorobëv   | 22 Aprile 2023 - 8 Luglio 2024      |
| Sergej Lipilin     | 8 Luglio 2024 - presente            |